# 붉은뺨다람쥐속
붉은뺨다람쥐속(Dremomys)은 다람쥐과 칼로스키우루스아과에 속하는 설치류 속 분류군이다. 아시아에서 발견되는 6종을 포함하고 있으며, 국제 자연 보전 연맹(IUCN)이 모두 "관심대상종"으로 분류하고 있다.

## 하위 종
- 보르네오산악땅다람쥐 (D. everetti)
- 붉은목다람쥐 (D. gularis)
- 오렌지색배히말라야다람쥐 (D. lokriah)
- 페르니긴코다람쥐 (D. pernyi)
- 붉은엉덩이다람쥐 (D. pyrrhomerus)
- 아시아붉은뺨다람쥐 (D. rufigenis)